# Luis Siret
Luis Siret (Sint-Niklaas, Flandes, Bèlgica, 26 d'agost de 1860 – Las Herrerías, Cuevas del Almanzora, 7 de juny de 1934) fou un arqueòleg i il·lustrador belga

## Biografia

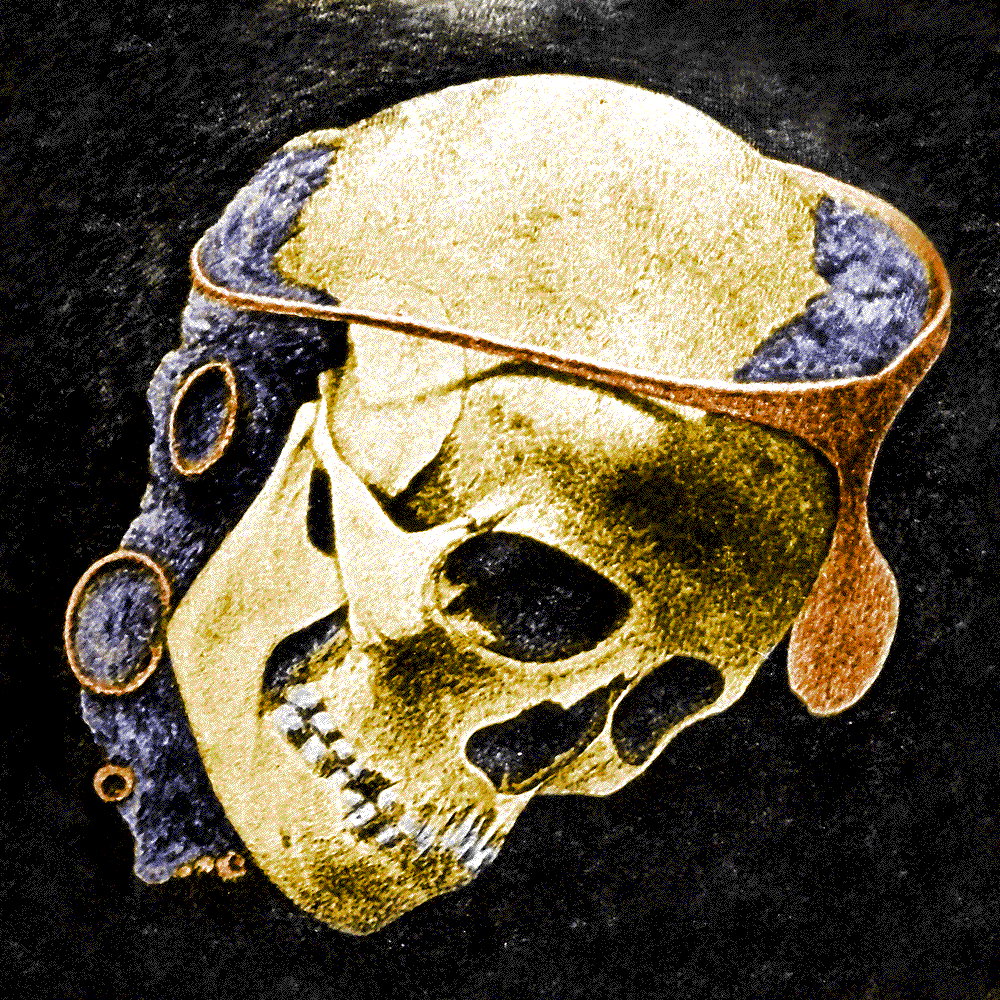
Dibuixos de Luis Siret: crani amb diadema de plata de la cultura de L'Argar

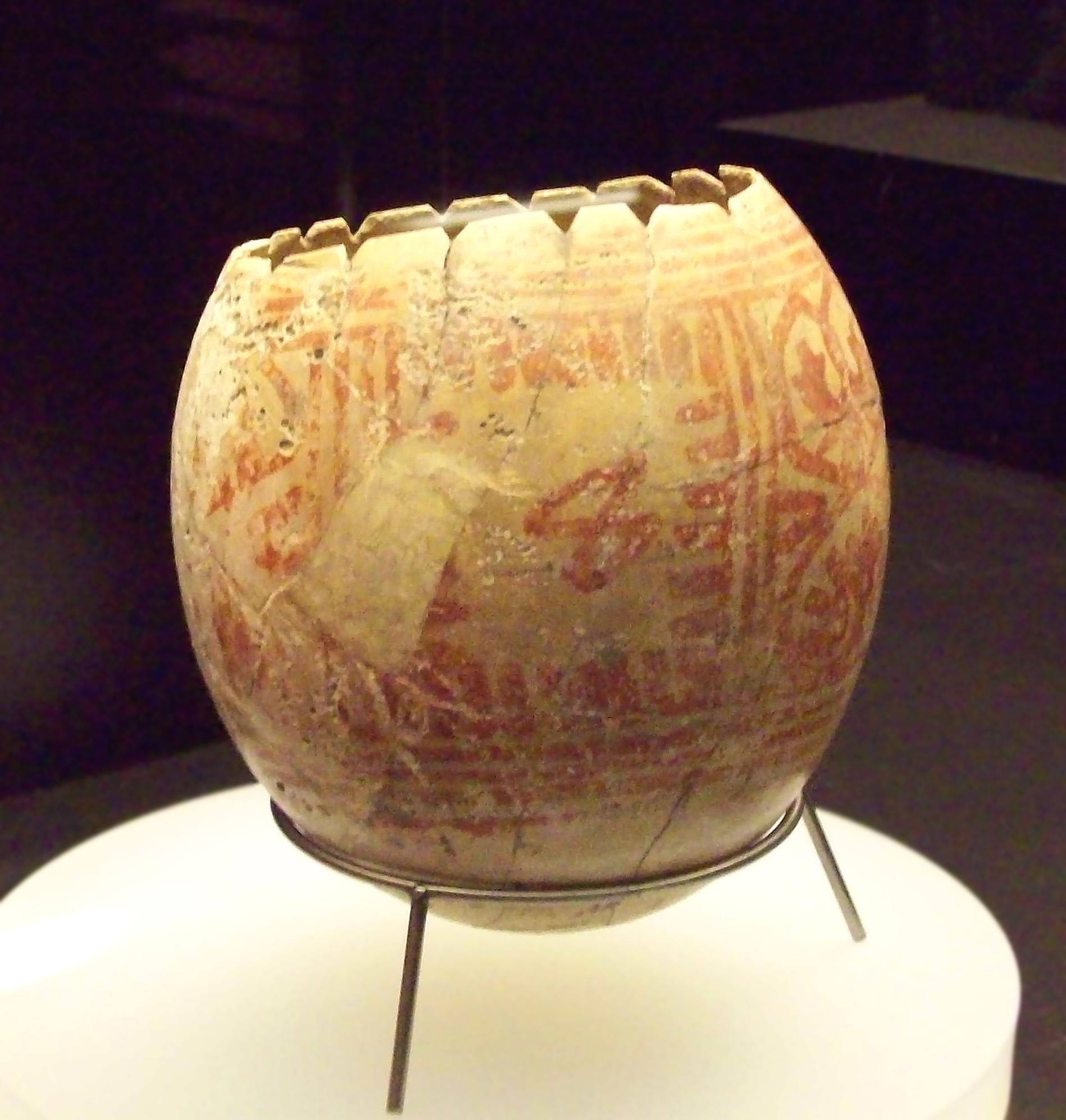
Ou d'estruç púnic trobat per Siret a Villaricos (Museu Arqueològic Nacional d'Espanya, Madrid)

Es va traslladar a Cuevas del Almanzora (província d'Almeria) amb 21 anys i el seu diploma d'enginyer de mines en mà, per reunir-se amb el seu germà Henri, enginyer de mines també, que ja treballava en les explotacions de galena argentífera de Serra Almagrera des de feia més de dos anys.
Durant cinquanta anys, amb l'ajut del seu germà els sis primers anys, i del seu excavador, Pedro Flores, Siret va investigar jaciments paleolítics, neolítics, calcolítics i del bronze a Campos, Tres Cabezos, Fuente-Álamo, Fuente Bermeja, Lugarico Viejo, Gatas, El Oficio, Cuartillas, Fonelas, Zájara, Ifre, Parazuelos, Zapata, La Pernera, Mojácar, Almizaraque, Palacés, Mojácar, Almizaraque, Palacés, El Argar, La Gerundia, El Gárcel, Los Millares, així com en diverses coves (cueva Perneras, cueva de los Toyos, etc.) i en un jaciment de l'època de les colonitzacions púniques i romanes amb nombroses tombes: Villaricos.
Els dos germans publicaren el resultat de les seves primeres excavacions el 1887 a Anvers sota el títol Les premiers âges du métal dans le Sud-est de l'Espagne en dos volums, un de text i un altre de làmines en foli, en les quals Luis Siret dibuixà amb gran habilitat uns vuit mil objectes i els plànols i vistes dels jaciments excavats. Aquest mateix any l'obra rebé el premi Martorell, una medalla d'or a l'exposició universal de Tolosa de Llenguadoc i a l'any següent una altra medalla d'or a la de Barcelona. El 1890 veu la llum a Barcelona una versió en castellà: Las primeras edades del metal en el Sudeste de España. Aquestes troballes inaudites van representar un gran pas en l'estudi de la prehistòria del sud-est de la península Ibèrica. Després del retorn definitiu d'Henri a Bèlgica, el 1886, Luis Siret va prosseguir les seves excavacions en solitari amb el seu capatàs Pedro Flores durant la resta de la seva vida, afecció que compartia amb la direcció de la «Sociedad Minera de Almagrera» que va fundar el 1900. Han servit de base per a l'estudi de la seqüència prehistòrica compresa des del Paleolític fins a l'edat del ferro. Unes mostres van ser exposades a l'Exposició Universal de París i a l'Exposició Internacional de Barcelona de 1929 i col·lecció Siret s'exposa actualment en el Museu d'Almeria, al Museu Arqueològic Nacional d'Espanya i en importants col·leccions d'altres museus del món (Brussel·les, Londres, Berlín, etc.).
Les seves restes reposen al costat de la seva esposa Magdalena Belpaire a la localitat murciana d'Águilas.

## Obres literàries
- Siret, Luis y Enrique. «Las Primeras Edades del Metal en el Sudeste de España», 2006. [Consulta: 21 desembre 2015].[Enllaç no actiu]
- Siret, Luis. España Prehistórica. Facta Non Verba.  Arráez Editores. Almería., 1891 (2001). ISBN 84-89606-37-4.
- Siret, Luis. Orientales y Occidentales en España en los tiempos prehistóricos.  Arráez Editores. Almeria., 1994.
- Siret, Luis. Las religiones neolíticas de Iberia..  Arráez Editores. Almeria., 1995.
- Villaricos y Herrerías, Antigüedades púnicas, romanas, visigóticas y árabes..  Arráez Editores. Almeria., 1995.
- Siret, Luis. Estudios de Arqueología, Mitología y Simbolismo..  Arráez Editores. Almeria., 1996.
- Siret, E. y L.. Del Neolítico al Bronce (Compendio de Estudios).  Arráez Editores. Almería., 1999.